# Jonathan Jennings
Pour les articles homonymes, voir Jennings.
Jonathan Jennings est un homme politique américain du parti républicain-démocrate né le 27 mars 1784 dans le Readington Township et mort le 26 juillet 1834 à Charlestown.
Il est notamment le premier gouverneur de l'État de l'Indiana (1816-1822).